# Rockville Centre
Rockville Centre, comumente abreviada de RVC, é uma vila localizada na cidade de Hempstead, no Condado de Nassau, na Costa Sul de Long Island, em Nova York, Estados Unidos. A população era de 26.016 habitantes no censo de 2020.

## História
O sítio de Rockville Centre foi ocupado por humanos por milhares de anos. De modo geral, acredita-se que os povos da cultura East River do período pré-histórico de Woodlands tenham sido os ancestrais de língua Algonquina das tribos indígenas históricas do oeste de Long Island.
A tribo Reckouakie havia deixado suas terras originais na atual Rockaway e seus arredores no Condado de Queens para o governador holandês Kieft em 1640 porque ele as queria para melhor defesa da Nova Holanda. A maioria se estabeleceu a leste. Colonos holandeses e ingleses declararam que o tratado de 1639 significava que nenhum índio permaneceria no oeste de Long Island (para que pudessem vendê-lo aos emigrantes), o que acarretou em muitos conflitos. Os Reckonhacky / Rockaway eram parte de um tratado de paz datado de 24 de maio de 1645, após a devastação das comunidades indígenas pelos soldados holandeses. A expropriação violenta os deslocou com a chegada de colonos holandeses e ingleses.
O vilarejo foi nomeado "Rockville Centre" em 1849, em homenagem ao pregador metodista local e líder comunitário Mordecai "Rock" Smith. Foi incorporado como uma vila em 1893. Rockville Centre surgiu no final do século XIX e início do século XX como uma cidade dormitório conectada a Nova York pela Long Island Rail Road (LIRR).
Como muitas comunidades de Long Island na época, a população de Rockville Centre incluía um número considerável de apoiadores da Ku Klux Klan durante a década de 1920. No final da década de 1960, a vila de Rockville Centre recebeu uma dura repreensão por sua falha em manter unidades habitacionais públicas habitadas principalmente por afro-americanos. Um relatório da Comissão de Direitos Humanos do Condado de Nassau declarou que Rockville Centre era "na melhor das hipóteses indiferente, se não realmente a favor, da remoção de negros". Martin Luther King Jr. visitou Rockville Centre em 1968, onde se dirigiu a um grande público na South Side Junior High School em 26 de março de 1968.

## Geografia
De acordo com o United States Census Bureau, a vila tem uma área total de 8,8 km2, dos quais 8,5 km2 é terra e 0,26 km2  – ou 2,38% – é água. 

## Demografia

### Censo de 2000
Na época do censo  de 2000, havia 24.568 pessoas morando na vila, 9.201 domicílios e 6.468 famílias. A densidade populacional era de 7,496.5 km2. Havia 9.419 unidades habitacionais com uma densidade média de 2,894.0 habitantes por km2. A composição racial da vila era 84,3% branca, 9,8% afro-americana, 7,8% hispânica ou latina de qualquer raça, 1,5% asiática, 0,08% nativa americana, 0,04% das ilhas do Pacífico, 3,0% de outras raças e 1,03% de duas ou mais raças.

### Censo de 2010
Na época do censo  de 2010, havia 24.111 pessoas morando na vila, 9.201 domicílios e 6.468 famílias. A densidade populacional era de 7,496.5 habitantes por km2. Havia 9.419 unidades habitacionais com uma densidade média de 2,874.0 km2. A composição racial da vila era 78,3% branca, 8,6% negra ou afro-americana, 9,7% hispânica ou latina, 0,1% indígena americana e nativa do Alasca, 2,0% somente asiática, 0,0% nativa havaiana e outra ilha do Pacífico, 0,1% alguma outra raça e 1,2% duas ou mais raças.